# Ella Schmittmann
Helene Wilhelmine Maria Johanna Nepomucena „Ella“ Schmittmann, geborene Wahlen, (* 2. April 1880 in Köln; † 21. Dezember 1970 ebenda) war eine deutsche Sozialpolitikerin.

## Familie
Helene („Ella“) Wahlen stammte aus einer Kölner Kaufmannsfamilie. Sie war die Tochter von Johann Baptist Wahlen (1850–1927), der in Köln eine Ziegelei und vor allem Grundstücksgeschäfte betrieb. Ihr Großvater Johann Wahlen (1792–1866) hatte den Kölner Vorort Ehrenfeld gegründet.
Sie war eine Cousine Emma Weyers, seit 1901 die erste Frau Konrad Adenauers. Sie heiratete am 20. April 1903 in Köln den Sozialwissenschaftler und Sozialpolitiker Benedikt Schmittmann, der 1939 nach Misshandlungen durch die SS im Konzentrationslager Sachsenhausen verstarb. Das Paar blieb kinderlos.

## Leben
Ella Schmittmann, die zusammen mit ihrem Mann von dem geheimen Sonderamt „zur Separatistenabwehr“ observiert wurde, führte die Arbeit ihres Mannes Benedikt Schmittmann, der als Mittelpunkt des rheinischen Föderalismus galt, nach seiner Ermordung weiter. Zusammen mit Adolf Süsterhenn war sie im Abendland-Kreis nach 1945 aktiv. Sie wurde 1945 Vorstandsmitglied des Bund deutscher Föderalisten, der sich 1947 offiziell gründete und dem u. a. als Gründungsmitglieder Heinrich von Brentano (CDU, Hessen), Heinrich Hellwege (DP, Niedersachsen), Anton Pfeiffer (CSU, Bayern), Wilhelm Hoegner (SPD, Bayern), Joseph Baumgartner (BP, Bayern) und Adolf Süsterhenn (CDU, Rheinlandpfalz) angehörten. Sie war eine gefragte Autorin in den föderalistischen Zeitschriften.
1949 wurde Ella Schmittmann Präsidentin der Katholischen Europa-Liga. 1955 wurde sie in Köln in den Ritterorden vom Heiligen Grab zu Jerusalem investiert.
1953 errichtete Helene Schmittmann aufgrund des Testaments ihres Mannes aus dem Jahre 1935 auf dem kriegszerstörten Grundstück ihrer ehemaligen Villa in der Kölner Südstadt das private Studentenwohnheim Schmittmann-Kolleg und dessen Trägerverein Kreuz-Kolleg Benedikt-Schmittmann-Haus e. V. 1969 wurde die gemeinnützige Benedikt und Helene Schmittmann-Wahlen-Stiftung gegründet, die u. a. nach sozialen und leistungsbezogenen Kriterien Stipendien an Studenten vergibt.
Ella Schmittmann starb 1970 im Alter von 90 Jahren in ihrer Kölner Wohnung am Sachsenring 51, wenige Häuser entfernt vom Schmittmann-Kolleg.